# Novara Calcio 1987-1988
Questa voce raccoglie le informazioni riguardanti il Novara Calcio nelle competizioni ufficiali della stagione 1987-1988.

## Rosa
| N. |                   | Ruolo | Calciatore             |
| -- | ----------------- | ----- | ---------------------- |
|    | Italia (bandiera) | D     | Fabio Amadei           |
|    | Italia (bandiera) | C     | Mirco Balacich         |
|    | Italia (bandiera) | C     | Vincenzo Bencivenga    |
|    | Italia (bandiera) | P     | Enzo Bettini           |
|    | Italia (bandiera) | C     | Andrea Bonacini        |
|    | Italia (bandiera) | A     | Marco Bruzzano         |
|    | Italia (bandiera) | D     | Marco Cacitti          |
|    | Italia (bandiera) | D     | Maurizio Codogno       |
|    | Italia (bandiera) | A     | Corrado Cortesi        |
|    | Italia (bandiera) | P     | Antonello De Giorgi    |
|    | Italia (bandiera) | C     | Maurizio Degli Esposti |
|    | Italia (bandiera) | C     | Ettore Ferraroni       |

| N. |                   | Ruolo | Calciatore          |
| -- | ----------------- | ----- | ------------------- |
|    | Italia (bandiera) | C     | Riccardo Ghedini    |
|    | Italia (bandiera) | C     | Alberto Marchetti   |
|    | Italia (bandiera) | C     | Oliviero Mascheroni |
|    | Italia (bandiera) | A     | Lorenzo Mazzeo      |
|    | Italia (bandiera) | P     | Fabio Mazzotti      |
|    | Italia (bandiera) | D     | Matteo Paladin      |
|    | Italia (bandiera) | D     | Giuseppe Pedretti   |
|    | Italia (bandiera) | C     | Giuseppe Pingitore  |
|    | Italia (bandiera) | A     | Fabio Scienza       |
|    | Italia (bandiera) | D     | Mario Tacca         |
|    | Italia (bandiera) | C     | Maurizio Testa      |
|    | Italia (bandiera) | C     | Massimo Veschetti   |

## Risultati

### Campionato

#### Girone di andata
| 20 settembre 1987 1ª giornata | Vogherese | 2 – 2 | Novara |  |

| 27 settembre 1987 2ª giornata | Novara | 0 – 0 | Alessandria |  |

| 4 ottobre 1987 3ª giornata | Pordenone | 2 – 1 | Novara |  |

| 11 ottobre 1987 4ª giornata | Novara | 1 – 1 | Mantova |  |

| 18 ottobre 1987 5ª giornata | Novara | 1 – 1 | Venezia-Mestre |  |

| 25 ottobre 1987 6ª giornata | Novara | 3 – 0 | Pro Patria |  |

| 1º novembre 1987 7ª giornata | Novara | 2 – 3 | Telgate |  |

| 8 novembre 1987 8ª giornata | Chievo | 0 – 1 | Novara |  |

| 15 novembre 1987 9ª giornata | Novara | 2 – 0 | Treviso |  |

| 22 novembre 1987 10ª giornata | Pergocrema | 0 – 1 | Novara |  |

| 29 novembre 1987 11ª giornata | Novara | 2 – 1 | Suzzara |  |

| 6 dicembre 1987 12ª giornata | Giorgione | 3 – 0 | Novara |  |

| 13 dicembre 1987 13ª giornata | Novara | 0 – 0 | Casale |  |

| 20 dicembre 1987 14ª giornata | Pro Sesto | 2 – 0 | Novara |  |

| 3 gennaio 1988 15ª giornata | Novara | 1 – 1 | Legnano |  |

| 10 dicembre 1987 16ª giornata | Varese | 2 – 0 | Novara |  |

| 17 gennaio 1988 17ª giornata | Novara | 1 – 1 | Sassuolo |  |

#### Girone di ritorno
| 24 gennaio 1988 18ª giornata | Novara | 1 – 0 | Vogherese |  |

| 31 gennaio 1988 19ª giornata | Alessandria | 0 – 0 | Novara |  |

| 7 febbraio 1988 20ª giornata | Novara | 0 – 0 | Pordenone |  |

| 21 febbraio 1988 21ª giornata | Mantova | 1 – 0 | Novara |  |

| 28 febbraio 1988 22ª giornata | Venezia-Mestre | 1 – 2 | Novara |  |

| 6 marzo 1988 23ª giornata | Pro Patria | 1 – 0 | Novara |  |

| 13 marzo 1988 24ª giornata | Telgate | 1 – 1 | Novara |  |

| 20 marzo 1988 25ª giornata | Novara | 1 – 1 | Chievo |  |

| 2 aprile 1988 26ª giornata | Treviso | 0 – 0 | Novara |  |

| 10 aprile 1988 27ª giornata | Novara | 0 – 2 | Pergocrema |  |

| 17 aprile 1988 28ª giornata | Suzzara | 1 – 1 | Novara |  |

| 24 aprile 1988 29ª giornata | Novara | 0 – 0 | Giorgione |  |

| 8 maggio 1988 30ª giornata | Casale | 1 – 0 | Novara |  |

| 15 maggio 1988 31ª giornata | Novara | 0 – 0 | Pro Sesto |  |

| 22 maggio 1988 32ª giornata | Legnano | 1 – 1 | Novara |  |

| 29 maggio 1988 33ª giornata | Novara | 0 – 0 | Varese |  |

| 5 giugno 1988 34ª giornata | Sassuolo | 1 – 1 | Novara |  |